# Embid
Embid település Spanyolországban, Guadalajara tartományban. Embid Molina de Aragón, Tortuera, Torralba de los Frailes és La Yunta községekkel határos. Lakosainak száma 33 fő (2024).

## Népesség
A település népessége az utóbbi években az alábbiak szerint változott:
| Lakosok száma | 66   | 60   | 58   | 54   | 53   | 44   | 40   | 33   | 33   | 33   |
|               | 2001 | 2004 | 2006 | 2009 | 2011 | 2014 | 2016 | 2019 | 2021 | 2024 |